# × Crimocharis
× Crimocharis es un notogénero  de plantas perennes, herbáceas y bulbosas perteneciente a la familia de las amarilidáceas, con vistosas flores.  Es el producto del cruzamiento intergenérico entre especies de Crinum y especies del género Ammocharis que actúan como progenitor masculino.  A partir de la genealogía, se deduce su nombre: "Cri" por el género Crinum y "mocharis" por Ammocharis. La única notoespecie informada de  × Crimocharis presenta flores vistosas, las cuales combinan las características de ambas especies parentales. Las plantas de × Crimocharis son sexualmente estériles pero pueden propagarse vegetativamente a partir de sus bulbos.

## Notoespecies
La notoespecie del género, conjuntamente con la cita válida y las especies parentales, se listan a continuación:
× Crimocharis hardyi Lehmiller, Herbertia 54: 126 (1999 publ. 2000). (Ammocharis nerinoides × Crinum baumii)